# Oliver Maltman
Oliver Maltman (* 19. Januar 1976 in London, England) ist ein britischer Schauspieler. Seit dem Jahr 2002 tritt er regelmäßig in Film und Fernsehen in Erscheinung, sein Schaffen umfasst mehr als 40 Produktionen.

## Filmografie (Auswahl)
- 1995: The Bill (Fernsehserie, 1 Folge)
- 2002: Inspector Lynley (The Inspector Lynley Mysteries, Fernsehserie, 1 Folge)
- 2008: Happy-Go-Lucky
- 2010: Another Year
- 2014: Maleficent – Die dunkle Fee (	Maleficent)
- 2014: Mr. Turner – Meister des Lichts (Mr. Turner)
- 2014: The Riot Club
- 2016: Crashing (Fernsehserie, 1 Folge)
- 2017: Beast
- 2017: The Crown (Fernsehserie, 2 Folgen)
- 2018: Vor uns das Meer (The Mercy)
- 2019: Brexit – Chronik eines Abschieds (Brexit: The Uncivil War, Fernsehfilm)
- 2023: Operation Fortune (Operation Fortune: Ruse de Guerre)